# Scaled Composites Model 401
Die Scaled Composites 401 (interne Bezeichnung: Model 401) ist ein Experimentalflugzeug der US-amerikanischen Firma Scaled Composites, das als Demonstrator für fortgeschrittene kostengünstige Fertigungstechnologien dienen sollte.
Der Prototyp mit dem Kennzeichen N401XP hatte zwei Jahre nach Projektbeginn am 11. Oktober 2017 Erstflug, ein identisches zweites Flugzeug (N401XD) flog am 11. April 2018 zum ersten Mal.

## Konstruktion
Das Model 401 ist ein einsitziges, etwa 11,6 Meter breites und 11,6 Meter langes Flugzeug aus Verbundwerkstoff. Der Tiefdecker hat ein V-Leitwerk, eine Druckkabine und ein nach hinten einfahrbares Fahrwerk. Die Leermasse beträgt etwa 1800 kg. Der Antrieb besteht aus einem Pratt & Whitney Canada JT15D mit 13,54 kN Schub, dessen Lufteinlauf sich auf dem Rumpfrücken hinter der Pilotenkabine befindet.
Beim Northrop Grumman Model 437 Vanguard wurden einige Elemente übernommen.

## Technische Daten
| Kenngröße             | Daten                                            |
| --------------------- | ------------------------------------------------ |
| Besatzung             | 1                                                |
| Länge                 | 38 ft (11,6 m)                                   |
| Spannweite            | 38 ft (11,6 m)                                   |
| Höhe                  |                                                  |
| Flügelfläche          |                                                  |
| Flügelstreckung       |                                                  |
| Leermasse             | 4.000 lb (ca. 1.800 kg)                          |
| max. Startmasse       | 8.000 lb (ca. 3.600 kg)                          |
| Höchstgeschwindigkeit | Mach 0,6                                         |
| Dienstgipfelhöhe      | 25.000 ft (ca. 7.600 m)                          |
| Flugdauer             | max. 3 h                                         |
| Triebwerke            | ein Pratt & Whitney Canada JT15D, 13,54 kN Schub |